# Lutjanus jordani
Lutjanus jordani és una espècie de peix de la família dels lutjànids i de l'ordre dels perciformes.

## Morfologia
- Els mascles poden assolir 60 cm de longitud total.[4][5]

## Alimentació
Menja invertebrats i peixos.

## Hàbitat
És un peix marí de clima tropical i associat als esculls de corall que viu fins als 50 m de fondària.

## Distribució geogràfica
Es troba des del sud de Mèxic fins al Perú, incloent-hi les Illes Galápagos.